# Time is Up
Time Is Up es el segundo álbum grabado por la banda estadounidense de thrash metal Havok, lanzado en marzo de 2011.

## Antecedentes
Antes de la edición del álbum, la banda estaba pasando por muchos cambios de alineación, y como resultado, la mayoría del material y las demos fueron escritos sin un guitarrista o baterista principal. La mayoría de las canciones del álbum fueron escritas por el líder David Sánchez y el bajista Jesse De Los Santos. Para cuando comenzó la grabación de Time Is Up, Reece Scruggs y Pete Webber se habían unido a la banda. Hubo 2 videos musicales hechos para el álbum, "D.O.A" y "Covering Fire".

## Lista de canciones
| N.º | Título                | Duración |  |
| 1.  | «Prepare for Attack»  | 3:56     |  |
| 2.  | «Fatal Intervention»  | 4:27     |  |
| 3.  | «No Amnesty»          | 3:29     |  |
| 4.  | «D.O.A.»              | 3:43     |  |
| 5.  | «Covering Fire»       | 4:15     |  |
| 6.  | «Killing Tendencies»  | 5:32     |  |
| 7.  | «Scumbag in Disguise» | 4:33     |  |
| 8.  | «The Cleric»          | 4:45     |  |
| 9.  | «Out of My Way»       | 3:20     |  |
| 10. | «Time is Up»          | 4:02     |  |

Bonus Track
| Bonus tracks |                                                                        |          |  |
| N.º          | Título                                                                 | Duración |  |
| 11.          | «Postmortem/Raining Blood» (Slayer cover) (iTunes edition bonus track) | 7:16     |  |

## Personal
Havok
- David Sanchez – Voz principal, guitarra rítmica
- Reece Scruggs – Guitarra líder, coros
- Jesse de los Santos – Bajo, coros
- Pete Webber – Batería

Portada y diseños
- Halsey Swain –Portada del álbum

- Datos: Q1498848